# Vol Linee Aeree Italiane 451 (1956)
Ne doit pas être confondu avec Vol Linee Aeree Italiane 451 (1954).
Le Vol Linee Aeree Italiane 451 est un accident aérien impliquant la compagnie italienne Linee Aeree Italiane (LAI) le 24 novembre 1956. Le Douglas DC-6 décolle de nuit depuis Paris-Orly et s'écrase après quelques secondes de vol sur des pavillons de la commune limitrophe causant la mort de 34 personnes. Deux passagers survivent à l'impact initial, mais sont gravement blessés, par la suite, un des deux rescapés succombera à ses blessures.

## Enquête
L'enquête a déterminé qu'une légère perte d'altitude peu après le décollage causa de l'accident. Des obstacles non-signalés hors de l'enceinte de l'aéroport ont constitué un facteur aggravant. Cependant, aucun élément ne permet d'expliquer la perte d'altitude, la cause principale de l'accident .